# オタル・トゥシシビリ
オタル・トゥシシビリ（グルジア語:ოთარ თუშიშვილი、Otar Tushishvili、1978年6月14日 - ）は、ジョージア（グルジア）のレスリング選手。2008年北京オリンピックレスリングフリースタイル66kg級の銅メダリストである。ジョージア中部シダ・カルトリ州ゴリ出身。
トゥシシビリは、2000年シドニー、2004年アテネオリンピックのレスリングフリースタイル66kg級に出場しているが、両大会とも予選で1勝もすることができなかった。しかし、2008年北京オリンピックの同階級では、オリンピックで初勝利をあげると、準決勝に進出。金メダルを獲得したトルコのラマザン・シャヒンに敗れたものの、3位決定戦でも勝利し、銅メダルを獲得した。

## 実績
- オリンピック
  - 2008年北京オリンピック　銅メダル
- 世界選手権
  - 優勝　1993年
  - 2位　2006年
  - 3位　2005、2007年
- ヨーロッパ選手権
  - 優勝　1993年
  - 2位　1993年
  - 3位　1999、2001年